# Falling Cat
Falling Cat (Caída del gato) es un corto de 1894 producido y dirigido por el fotógrafo Étienne Jules Marey. Fue grabado en Bois de Boulogne, y estrenado en Francia. Se considera como la primera película en mostrar un animal. El argumento consiste únicamente en que el gato cae y aterriza sobre sus patas.
Marey había ensamblado una cámara que era capaz de tomar doce fotogramas consecutivos por segundo. Parecía una escopeta de cañón corto con un cargador. Con esto, estudió varios animales en acción. Su estudio más famoso fue su "zoológico animado", en el cual este gato fue arrojado desde una altura de unos pocos pies para ver si siempre acababa de pie la caída.

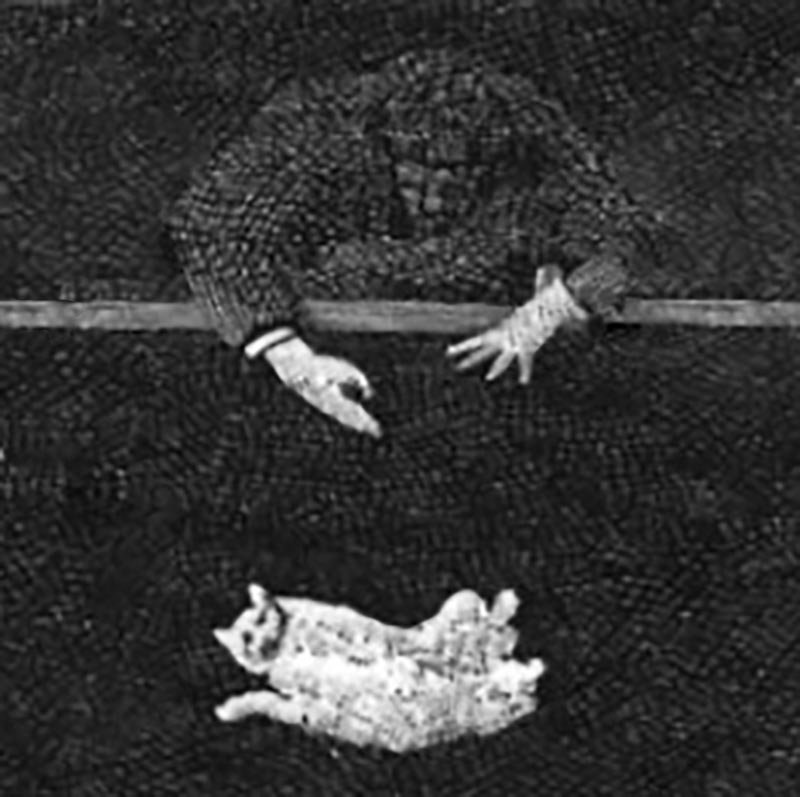
Imagen n.º 7 de la secuencia.